# Candidoni
Candidoni és un municipi de la Ciutat metropolitana de Reggio de Calàbria, a la regió italiana de Calàbria, situat a uns 60 km al sud-oest de Catanzaro i a uns 60 km al nord-est de Reggio de Calàbria. L'1 de gener de 2019 la seva població era de 412 habitants.
Candidoni limita amb els municipis següents: Laureana di Borrello, Limbadi, Mileto, Nicotera, Rosarno, San Calogero i Serrata.